# Hôtel de Mesmes

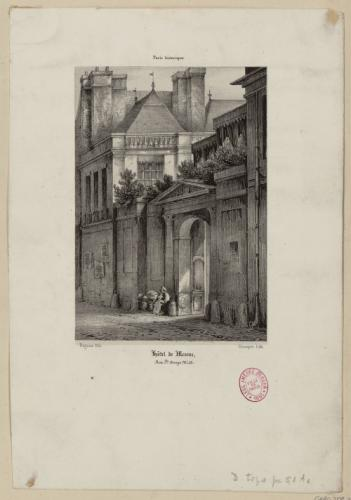
Jean-Jacques Champin († 1860), Das Hôtel de Mesmes vor dem Abriss

Das Hôtel de Mesmes war ein Hôtel particulier in Paris, das ab 1828 für die Schaffung einer Wohnsiedlung an der Passage Sainte-Avoie, die an der Rue du Temple 62 eröffnet wurde, zerstört wurde.

## Geschichte
Das Hôtel wurde Mitte des 16. Jahrhunderts für den französischen Connétable Anne de Montmorency (1493–1567) vom Architekten Jean Bullant erbaut. Es umfasste eine Galerie, die 1557 von Nicolò dell’Abbate mit Fresken geschmückt wurde, sowie ein Badeappartement. Es erstreckte sich von der heutigen Passage Sainte-Avoie, die dem Verlauf der Stadtmauer Philipp Augusts folgt, bis zur Rue de Braque.
Im 16. Jahrhundert hieß das Hôtel particulier an der Rue Sainte-Avoie (heute Teil der Rue du Temple) im 3. Arrondissement Maison Maigret und war ein Geschenk von König Heinrich II. an seinen Connétable Anne de Montmorency, der hier am 12. November 1567 seinen Verwundungen aus der Schlacht bei Saint-Denis zwei Tage zuvor erlag. Théophile de Viau (1590–1626) wohnte in diesem Gebäude.

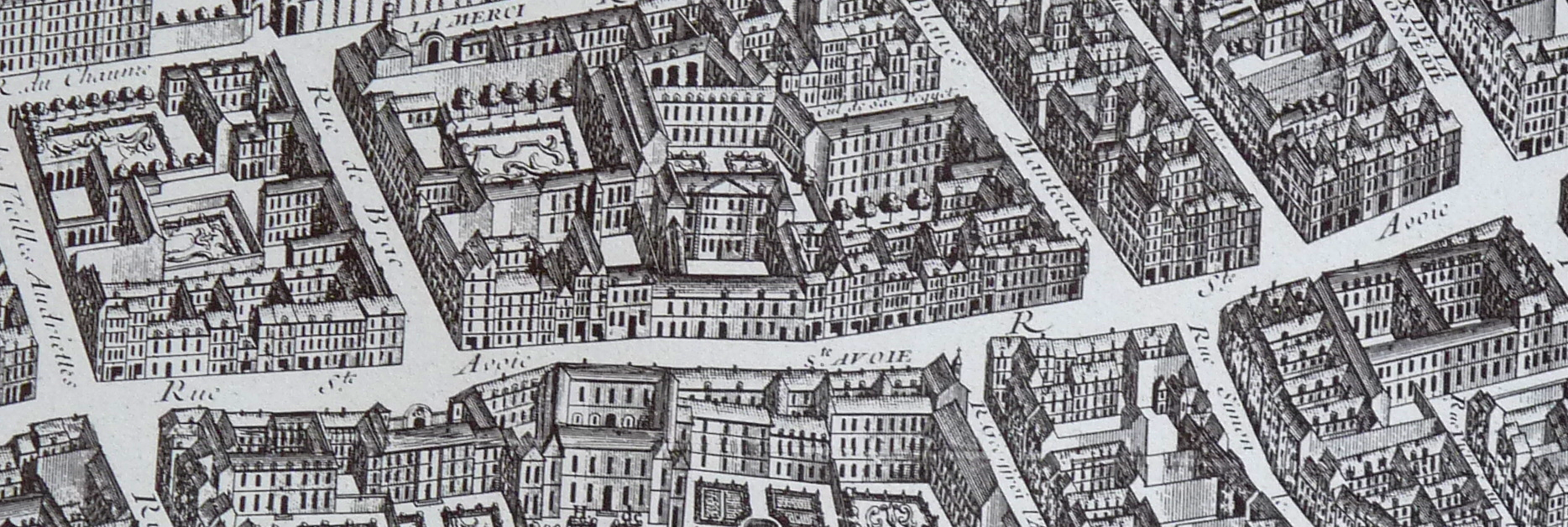
Ausschnitt aus dem Plan Turgot von 1739 mit der Rue Sainte-Avoie und der Rue de Brac (halblinks)

1632 baute François Mansart einen neuen Flügel zum Garten hin für Henri II. de Montmorency, Duc de Montmorency (1595–1632, Enkel des Connétable), der im selben Jahr in Toulouse hingerichtet wurde; sein Besitz wurde verkauft.
Das Hôtel erwarb Henri (II.) de Mesmes († 1650, Enkel von Henri de Mesmes (1532–1596)), der von 1618 bis 1622 Président à mortier des Parlement de Paris und Prévôt des marchands war. Es blieb bis 1780 im Besitz der Familie Mesmes, die ihm auch ihren Namen gab.
Nicolas Fouquet, der 1653 von Anna von Österreich zum Surintendant des Finances ernannt wurde, hielt sich von 1651 bis 1658 hier auf – er wurde 1661 verhaftet und starb 1680 in Haft.
Jean-Antoine (III.) de Mesmes ließ es 1704 von Pierre Bullet und später von Germain Boffrand umgestalten. Er verließ das Palais 1712, 1716 wurden die Gebäude zur Rue de Temple hin an John Law vermietet, der dort seine erste Bank ein richtete, bevor er 1719 in die Rue Vivienne umzog (und im Dezember 1720 ins Ausland floh).
Das Hôtel wurde 1781 von Ludwig XVI. erworben, um dort die Generalrezeptur der Finanzen unter der Leitung von Jean-Claude Geoffroy d’Assy (1729–1794), dem später guillotinierten Besitzer des Hôtel d’Assy (Rue des Francs-Bourgeois 58bis), unterzubringen. Auch während der Revolution, dem Direktorium, dem Ersten Kaiserreich, und der Restauration wurde das Hôtel von Verwaltungsabteilungen, die mit Steuereinnahmen und Abgaben zu tun hatten, genutzt.
Bei der Zusammenlegung der Dienststellen des Finanzministeriums im Jahr 1825, die alle im Hôtel des Finances in der Rue du Mont-Thabor vereint wurden, wurde das Gelände parzelliert und aufgeteilt. Am 7. März 1826 wurde das weitläufige Anwesen des Hôtel de Mesmes von der Domaine de l’Etat verkauft. Ab 1828 führt die Öffnung der 80 Meter langen und fast 9 Meter breiten Passage Sainte-Avoie zur teilweisen Zerstörung der Gebäude des Hôtel de Mesmes und des Hôtel d’Angran d’Alleray.

## Reste
Das zur Vermietung genutzte Gebäude aus dem 17. Jahrhundert an der Straße und ein Teil des rechten Flügels in der Passage Sainte-Avoye sind noch erhalten. Die Nebengebäude (Rue de Braque 7), genannt Petit Hôtel de Mesmes, wurden vom großen Hotel abgetrennt und 1767 an Guillaume Reynal, den Zahlmeister der Renten der Stadt Paris, verkauft.

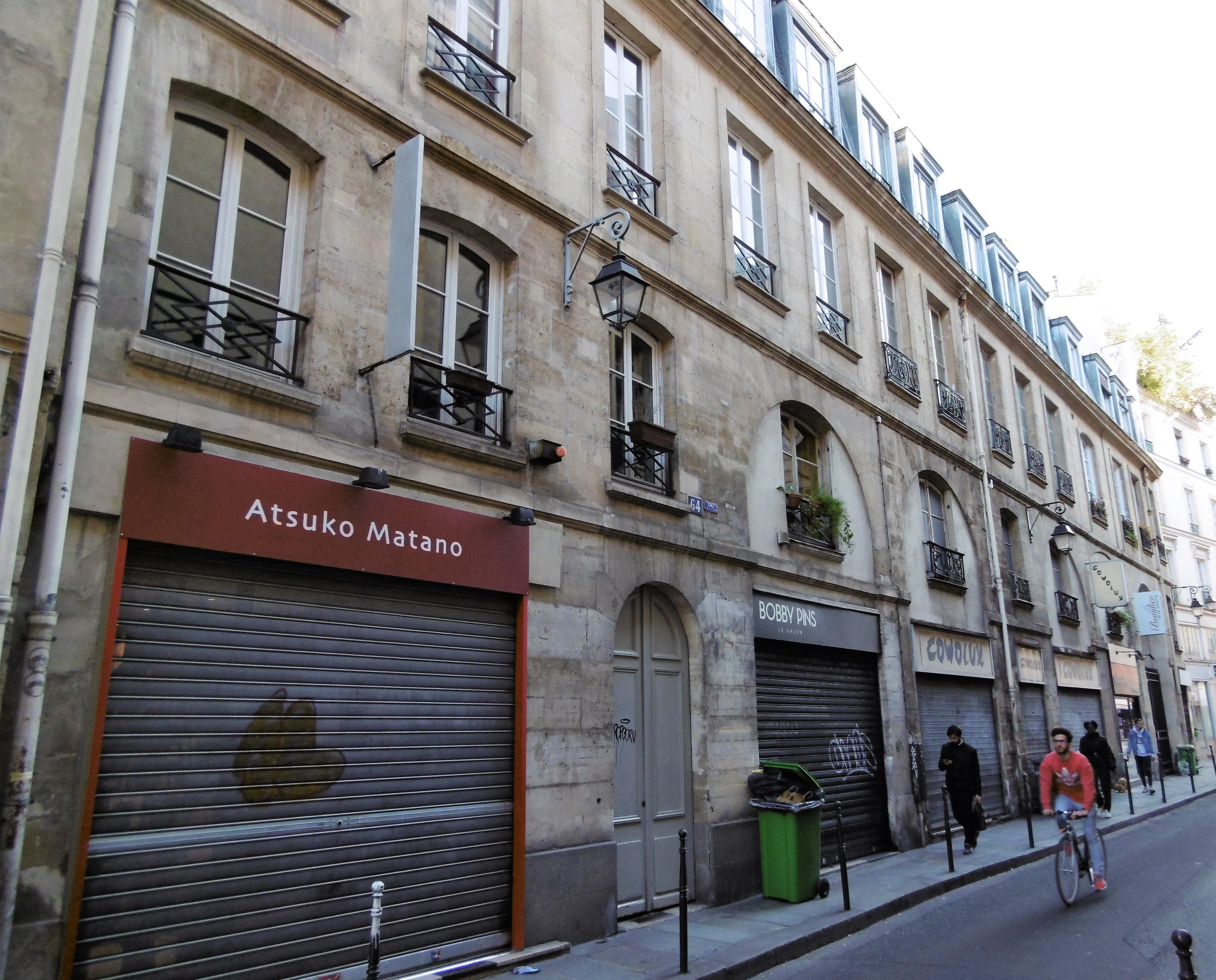
Fassade an der Rue du Temple
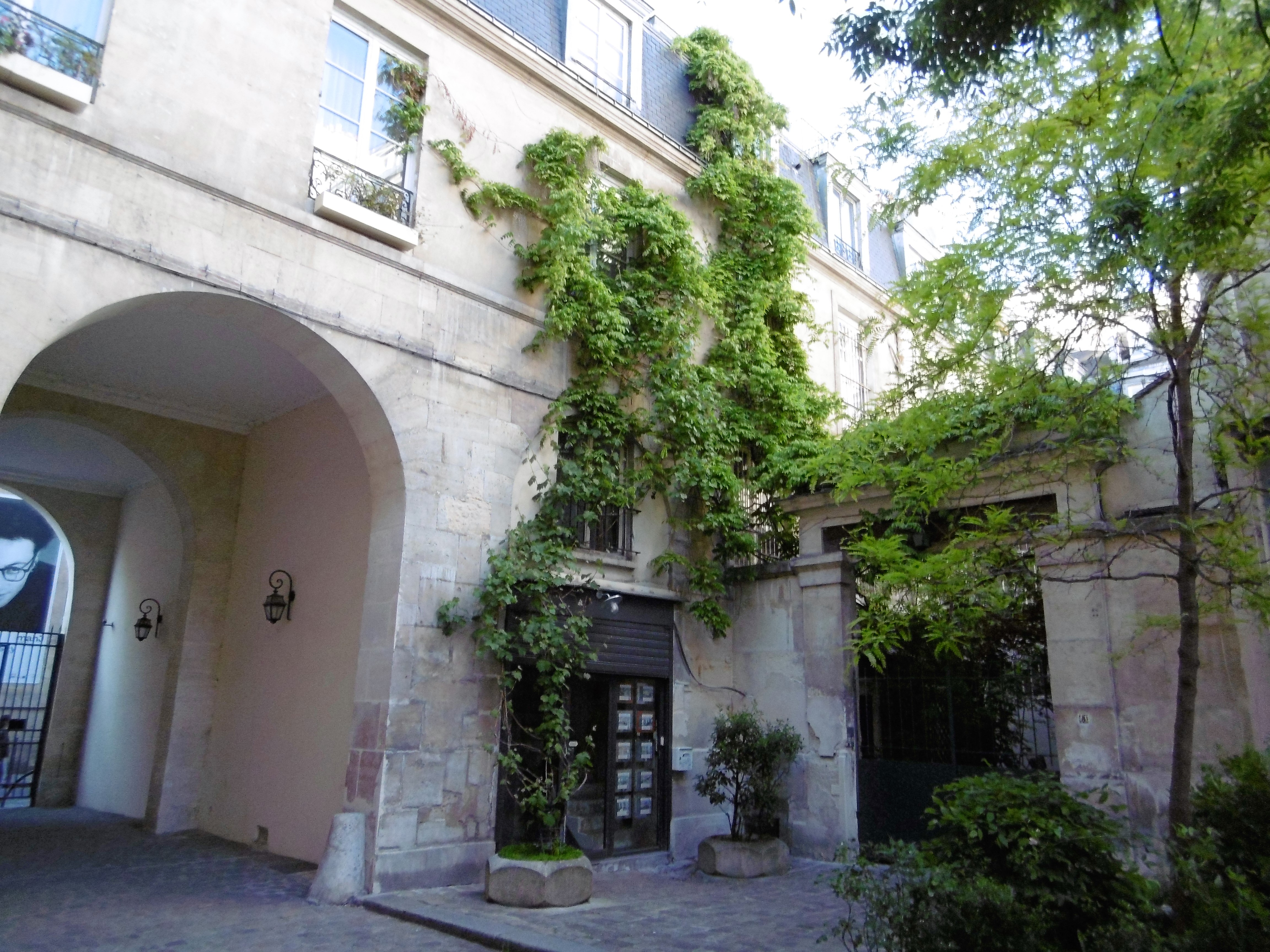
Erhaltene Teile in der Passage Sainte-Avoye